# David Fleurival
David Fleurival (ur. 19 lutego 1984 w Vitry-sur-Seine) – francuski piłkarz pochodzenia gwadelupskiego występujący na pozycji pomocnika.

## Kariera klubowa
David Fleurival rozpoczął zawodową karierę w 2003 roku w występującym w trzeciej lidze klubie Tours FC. Z Tours awansował do Ligue 2 w 2006. W latach 2003–2007 wystąpił w Tours w 104 spotkaniach, w których strzelił 1 bramkę. W latach 2007–2008 był zawodnikiem portugalskiej Boavisty Porto. W lidze portugalskiej zadebiutował 19 sierpnia 2007 w zremisowanym 0-0 wyjazdowym meczu z União Leiria.
W sezonie 2008-2009 występował w pierwszoligowym belgijskim klubie RAEC Mons. W Mons zadebiutował 17 sierpnia 2008 w przegranym 0-5 meczu z KAA Gent. W 2009 powrócił do Francji i został zawodnikiem drugoligowego LB Châteauroux. W Châteauroux zadebiutował 7 sierpnia 2009 wygranym 2-1 wyjazdowym meczu z RC Strasbourg. Od 2010 jest zawodnikiem drugoligowego FC Metz. W barwach Metzu zadebiutował 6 sierpnia 2010 w przegranym 0-2 meczu z Évian Thonon Gaillard FC.
| Sezon   | Klub                       | Kraj       | Rozgrywki            | Mecze | Bramki |
| ------- | -------------------------- | ---------- | -------------------- | ----- | ------ |
| 2003/04 | Tours FC                   | Francja    | Championnat National | 9     | 0      |
| 2004/05 | Tours FC                   | Francja    | Championnat National | 29    | 1      |
| 2005/06 | Tours FC                   | Francja    | Championnat National | 33    | 0      |
| 2006/07 | Tours FC                   | Francja    | Ligue 2              | 35    | 0      |
| 2007/08 | Boavista FC                | Portugalia | Primeira Liga        | 28    | 1      |
| 2008/09 | RAEC Mons                  | Belgia     | Eerste klasse        | 22    | 0      |
| 2009/10 | LB Châteauroux             | Francja    | Ligue 2              | 25    | 1      |
| 2010/11 | FC Metz                    | Francja    | Ligue 2              | 37    | 4      |
| 2011/12 | FC Metz                    | Francja    | Ligue 2              | 33    | 1      |
| 2012/13 | SC Beira-Mar               | Portugalia | Primeira Liga        | 25    | 0      |
| 2013/14 | Chamois Niortais FC        | Francja    | Ligue 2              | 27    | 0      |
| 2014/15 | Zawisza Bydgoszcz          | Polska     | Ekstraklasa          | 5     | 0      |
| 2014/15 | AE Larisa                  | Grecja     | Football League      | 4     | 0      |
| 2015/16 | Royal White Star Bruxelles | Belgia     | Tweede klasse        | 13    | 1      |
| 2016/17 | FC Differdange 03          | Luksemburg | Nationaldivisioun    | 26    | 0      |
| 2017/18 | FC Differdange 03          | Luksemburg | Nationaldivisioun    | 22    | 1      |

## Kariera reprezentacyjna
W reprezentacji Gwadelupy Fleurival zadebiutował 7 czerwca 2007 w zremisowanym 1-1 meczu z reprezentacją Haiti podczas Złotego Pucharu CONCACAF. Na turnieju na którym Gwadelupa dotarła do półfinału Fleurival wystąpił we wszystkich pięciu meczach z Haiti, Kanadą (bramka), Kostaryką, Hondurasem i Meksykiem. W 2009 po raz drugi uczestniczył w Złotym Pucharze CONCACAF. Na turnieju wystąpił trzech meczach z Panamą (bramka), Nikaraguą i Meksykiem.
W 2011 po raz trzeci uczestniczył w Złotym Pucharze CONCACAF. Na turnieju wystąpił w dwóch meczach z Panamą i Kanadą.